# Cổ (họ)
Cổ là một họ của người Trung Quốc (chữ Hán: 古, Bính âm: Gu). Trong danh sách Bách gia tính họ này xếp thứ 338. Họ Cổ là một trong các họ có nguồn gốc lâu đời nhất ở Trung Quốc, theo truyền thuyết thì ông tổ của dòng họ này là Cổ Công Đản Phủ hay Chu Thái Vương, tổ tiên của nhà Chu.

## Người Trung Quốc họ Cổ nổi tiếng
- Cổ Bá Xiết, nhà báo bóng đá Trung Quốc
- Cổ Thiên Lạc, diễn viên Hồng Kông
- Cổ Cự Cơ, diễn viên, ca sĩ Hồng Kông
- Cổ Lực Na Trát, diễn viên Trung Quốc.